# Bazegney
Bazegney est une commune française située dans le département des Vosges, en région Grand Est.
Ses habitants sont appelés les Bazegnaciens ou plus communément, au XIXe siècle, les Bavards.

## Géographie

### Localisation

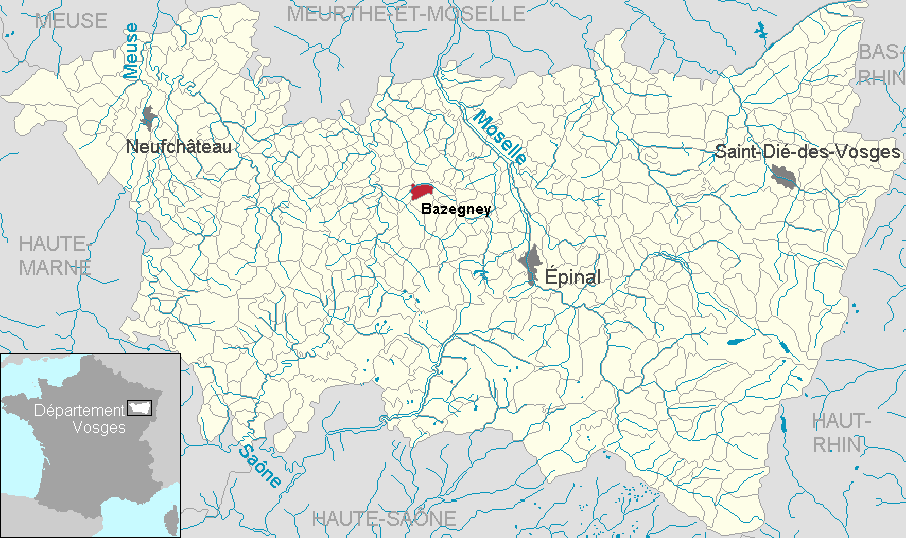
Localisation dans le département.

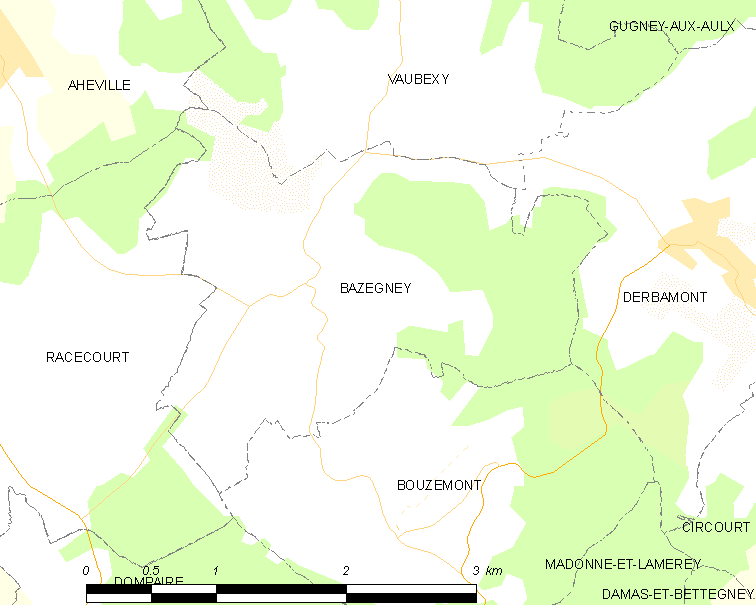
Situation géographique de Bazegney.

Le village se trouve à 6 km de Dompaire, 12 km de Mirecourt, 25 km de Épinal et à 58 km de Nancy. Il est entouré à 75 % par des collines et le reste donne sur le lit d'une rivière nommée le Robert qui se jette dans la Gitte un peu plus loin, aux alentours de Racécourt.

### Accès
Bazegney est traversée par une route principale qui va de Charmes à Dompaire. Bazegney est rejoint par des routes venant de Racécourt, Dompaire, Ahéville et Vaubexy.

### Hydrographie et les eaux souterraines
Hydrogéologie et climatologie : Système d’information pour la gestion des eaux souterraines du bassin Rhin-Meuse :
Territoire communal : Occupation du sol (Corinne Land Cover); Cours d'eau (BD Carthage),
Géologie : Carte géologique; Coupes géologiques et techniques,
 Hydrogéologie : Masses d'eau souterraine; BD Lisa; Cartes piézométriques.
Le Robert, le Ruisseau de Bobillon, le Ruisseau de Javoisot, le Ruisseau du Bois Gérard sont les principaux cours d'eau parcourant la commune.

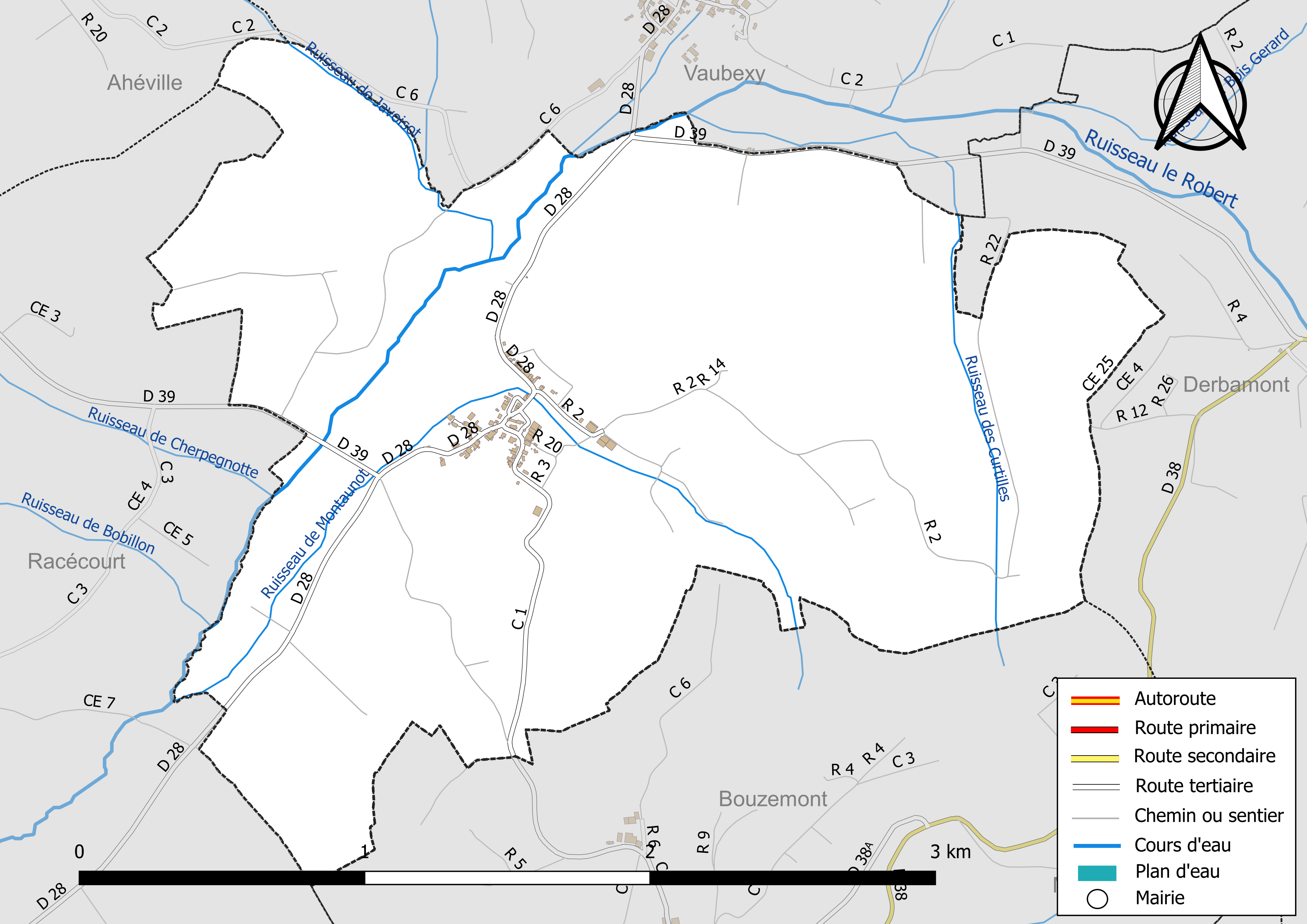
Carte du réseau hydrographique de la commune de Bazegney.

### Climat
Pour des articles plus généraux, voir Climat du Grand Est et Climat des Vosges.
En 2010, le climat de la commune est de type climat de montagne, selon une étude du Centre national de la recherche scientifique s'appuyant sur une série de données couvrant la période 1971-2000. En 2020, Météo-France publie une typologie des climats de la France métropolitaine dans laquelle la commune est exposée à un climat semi-continental et est dans la région climatique  Lorraine, plateau de Langres, Morvan, caractérisée par un hiver rude (1,5 °C), des vents modérés et des brouillards fréquents en automne et hiver. 
Pour la période 1971-2000, la température annuelle moyenne est de 9,6 °C, avec une amplitude thermique annuelle de 17 °C. Le cumul annuel moyen de précipitations est de 1 032 mm, avec 13 jours de précipitations en janvier et 10,2 jours en juillet. Pour la période 1991-2020, la température moyenne annuelle observée sur la station météorologique de Météo-France la plus proche, « Mirecourt-inra », sur la commune de Mirecourt à 8 km à vol d'oiseau, est de 10,4 °C et le cumul annuel moyen de précipitations est de 824,3 mm. 
La température maximale relevée sur cette station est de 39,5 °C, atteinte le 25 juillet 2019 ; la température minimale est de −19,5 °C, atteinte le 20 décembre 2009,,. 
Les paramètres climatiques de la commune ont été estimés pour le milieu du siècle (2041-2070) selon différents scénarios d'émission de gaz à effet de serre à partir des nouvelles projections climatiques de référence DRIAS-2020. Ils sont consultables sur un site dédié publié par Météo-France en novembre 2022.

## Urbanisme

### Typologie
Au 1er janvier 2024, Bazegney est catégorisée commune rurale à habitat dispersé, selon la nouvelle grille communale de densité à sept niveaux définie par l'Insee en 2022.
Elle est située hors unité urbaine. Par ailleurs la commune fait partie de l'aire d'attraction d'Épinal, dont elle est une commune de la couronne,. Cette aire, qui regroupe 118 communes, est catégorisée dans les aires de 50 000 à moins de 200 000 habitants,.

### Occupation des sols
L'occupation des sols de la commune, telle qu'elle ressort de la base de données européenne d’occupation biophysique des sols Corine Land Cover (CLC), est marquée par l'importance des territoires agricoles (69,2 % en 2018), une proportion identique à celle de 1990 (69,2 %). La répartition détaillée en 2018 est la suivante : 
prairies (38,1 %), zones agricoles hétérogènes (31,1 %), forêts (30,8 %). L'évolution de l’occupation des sols de la commune et de ses infrastructures peut être observée sur les différentes représentations cartographiques du territoire : la carte de Cassini (XVIIIe siècle), la carte d'état-major (1820-1866) et les cartes ou photos aériennes de l'IGN pour la période actuelle (1950 à aujourd'hui).

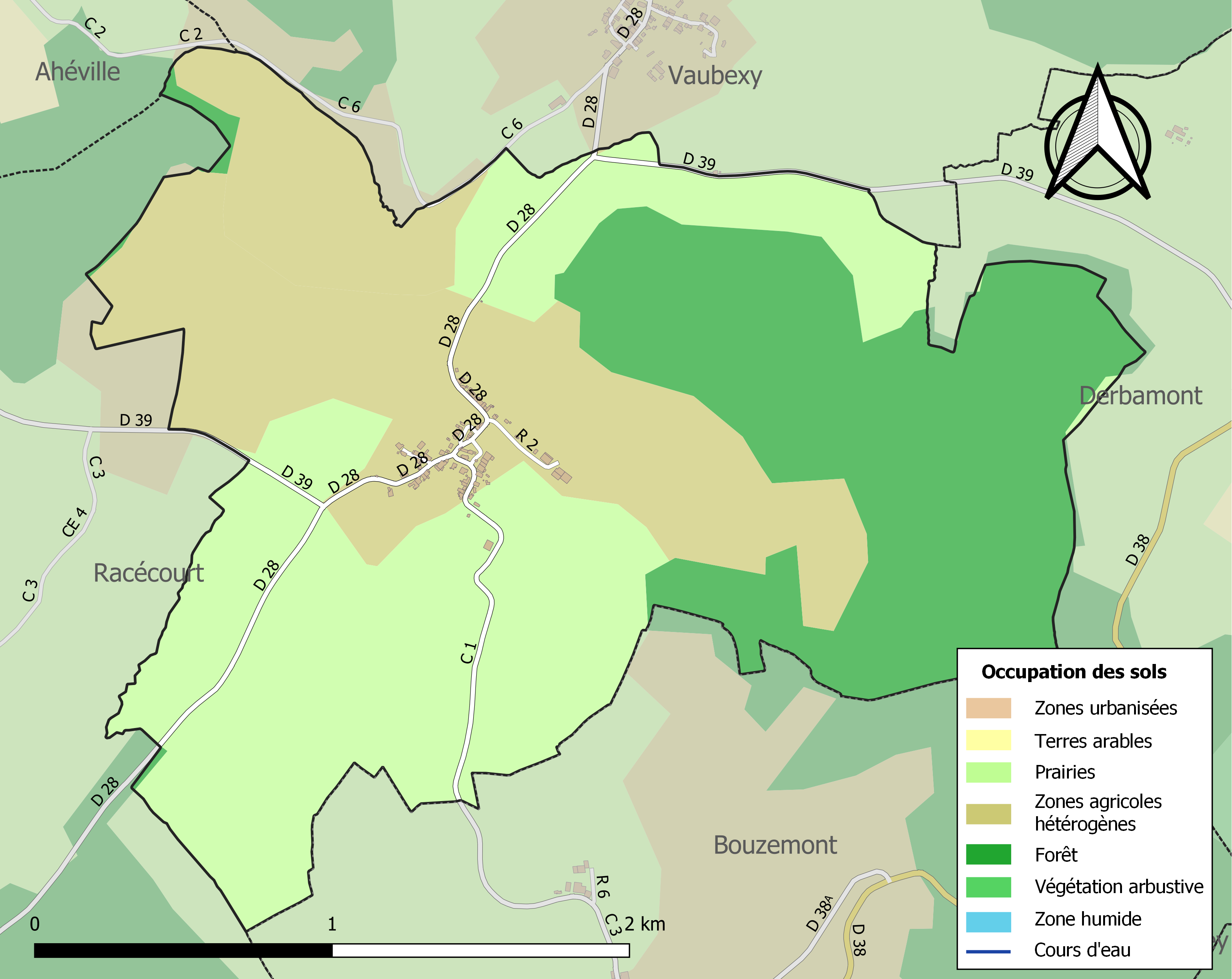
Carte des infrastructures et de l'occupation des sols de la commune en 2018 (CLC).

## Toponymie
Le nom de la localité est attesté sous les formes Beseingneis, Bezeingneis (1310) ; Bazegneix (1338) ; Bezigney (1392) ; Baizegney (1417) ; Bazegney (1482) ; Baisegney (1543) ; Bassegney (1572) ; Baxegney (1597) ; Bazigny, Basigny (1594) ; Basegney (1615) ; Bajegney ou Bazegney (1711) ; Bazegneium (1768).

## Histoire
Ce village faisait partie du ban de Bouzemont, et à ce titre dépendait des chanoines de Saint-Gengoult de Toul.
L'existence de Bazegney est très ancienne, même si son autonomie demeure relativement récente. Le premier texte que l'on rencontre date de 1310 et parle de Bezeingneis, alors qu'en 1318 ce même lieu s'appelle aussi Bazegneix. Il s'agit là du domaine ayant appartenu à Bazon ou Bozon, ce duc d'Austrasie à qui appartenait ce territoire dit du « Ban de Bouzemont ». Comme dans toute seigneurie qui avait évolué au cours du Moyen Âge, on vit s'installer un moulin à eau sur les rives du Bû dès 1371, et cet emplacement du premier moulin est toujours identifié sur la périphérie de la localité.
La guerre de Trente Ans fit d'importants dégâts et la plupart des maisons disparurent en cette sombre période du XVIIe siècle. Quelques bâtisses furent rétablies, et parmi celles-ci demeurent aujourd'hui la maison dite de "l'Henri Roussel" dans l'actuelle rue du Chêne. Le moulin détruit lors de la bataille de Vaubexy fut reconstruit et d'autres bâtiments se regroupèrent autour de la route de Bouzemont, à proximité d'une chapelle primitive, à la place de l'église actuelle.
L'expansion du village se produit au XIXe siècle, grâce au développement d'une polyculture vivrière qui nourrit de nombreuses familles : les terres labourables permettent les récoltes céréalières, mais aussi les légumes, alors que les versants des collines sont couverts de vignes et de vergers. Les artisans ouvrent des ateliers et boutiques : on voit ainsi de nombreuses femmes fabriquer les fameuses dentelles de Mirecourt, on trouve aussi plusieurs charrons et menuisiers, un cordonnier, un meunier, une couturière, un maréchal-ferrant, un coiffeur, une épicerie, des cafés-auberges et surtout une imposante tuilerie qui a longtemps fourni les tuiles-canal nécessaires à la région.
L'église actuelle, placée sous le vocable de saint Pierre Fourier, fut construite en 1828-1829, à la place d'une antique chapelle dédiée à Notre-Dame et à saint Georges bâtie en 1510. L'autel et la statue de Notre-Dame des sept Douleurs, placés aujourd'hui dans la chapelle sur la route de Vaubexy, proviennent de ce premier édifice. Malheureusement des « vandales » du XXe siècle ont dévalisé ce lieu et la localité a ainsi perdu une part importante de son patrimoine le plus ancien.
Dès 1660 une école existait sur place, mais le bâtiment actuel ne fut réalisé qu'en 1831, par l'entreprise Retournay de Dommartin-sur-Illon, et comprend une école de garçons, une école de filles et les logements des instituteurs et institutrices : aujourd'hui, le tout est rassemblé pour laisser place à la mairie, à une salle des fêtes et à deux logements dans la partie supérieure.
Chaque rue avait aussi sa fontaine, et la plus célèbre de toutes demeure "la fontaine ronde" placée sur la place de l'église et inaugurée le 28 juin 1845, après quatre ans de travaux : elle a nécessité la taille de 3,340 m3 de pierre. À côté se trouvait un beau lavoir couvert, aujourd'hui aménagé en salle de sport (la partie fontaine est sur la place du Paquis) : la charpente modifiée au cours des ans est encore couverte de tuiles-écailles(cf. photos ci-dessous).

Vues historiques.
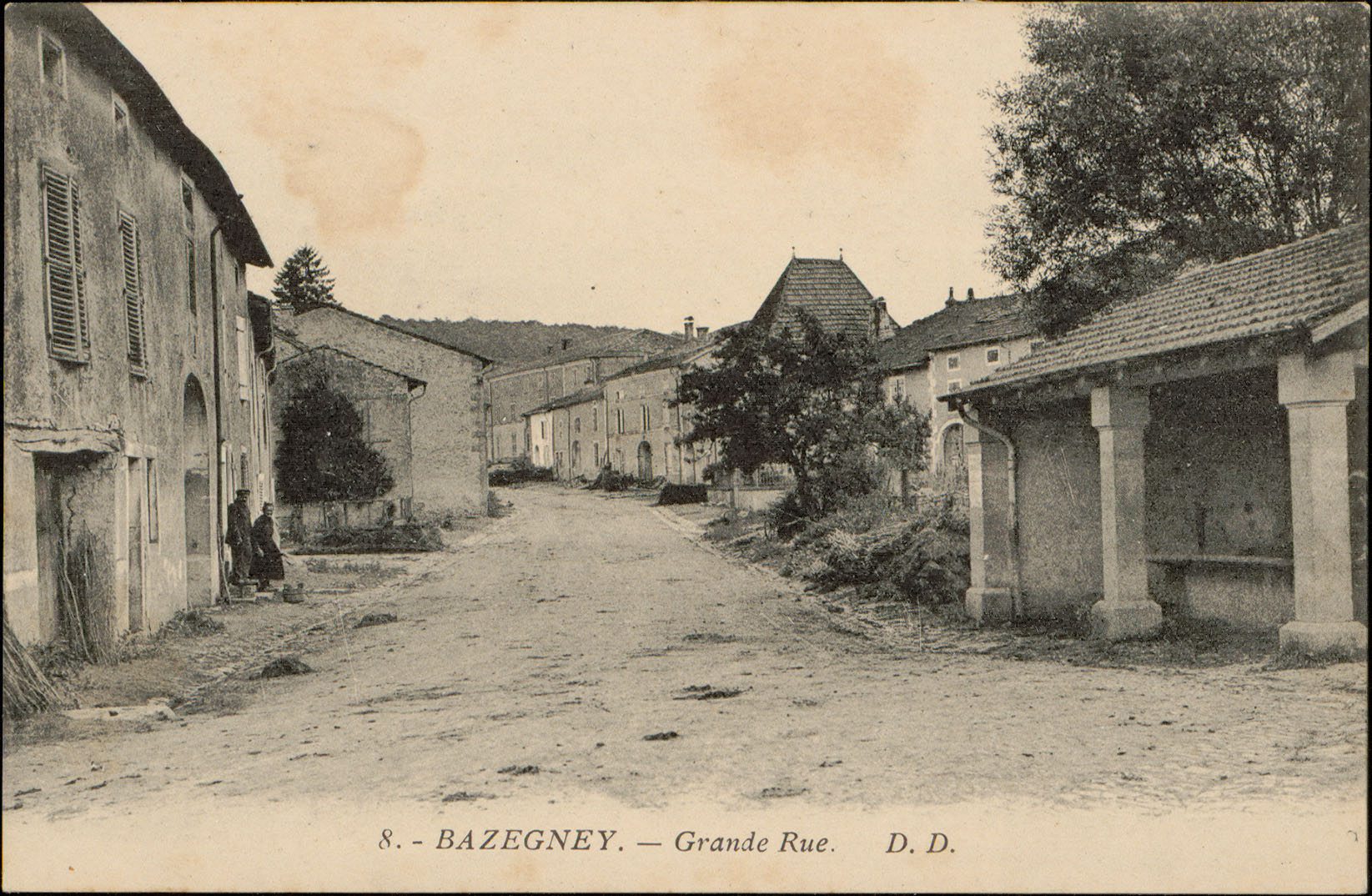
Grande Rue.
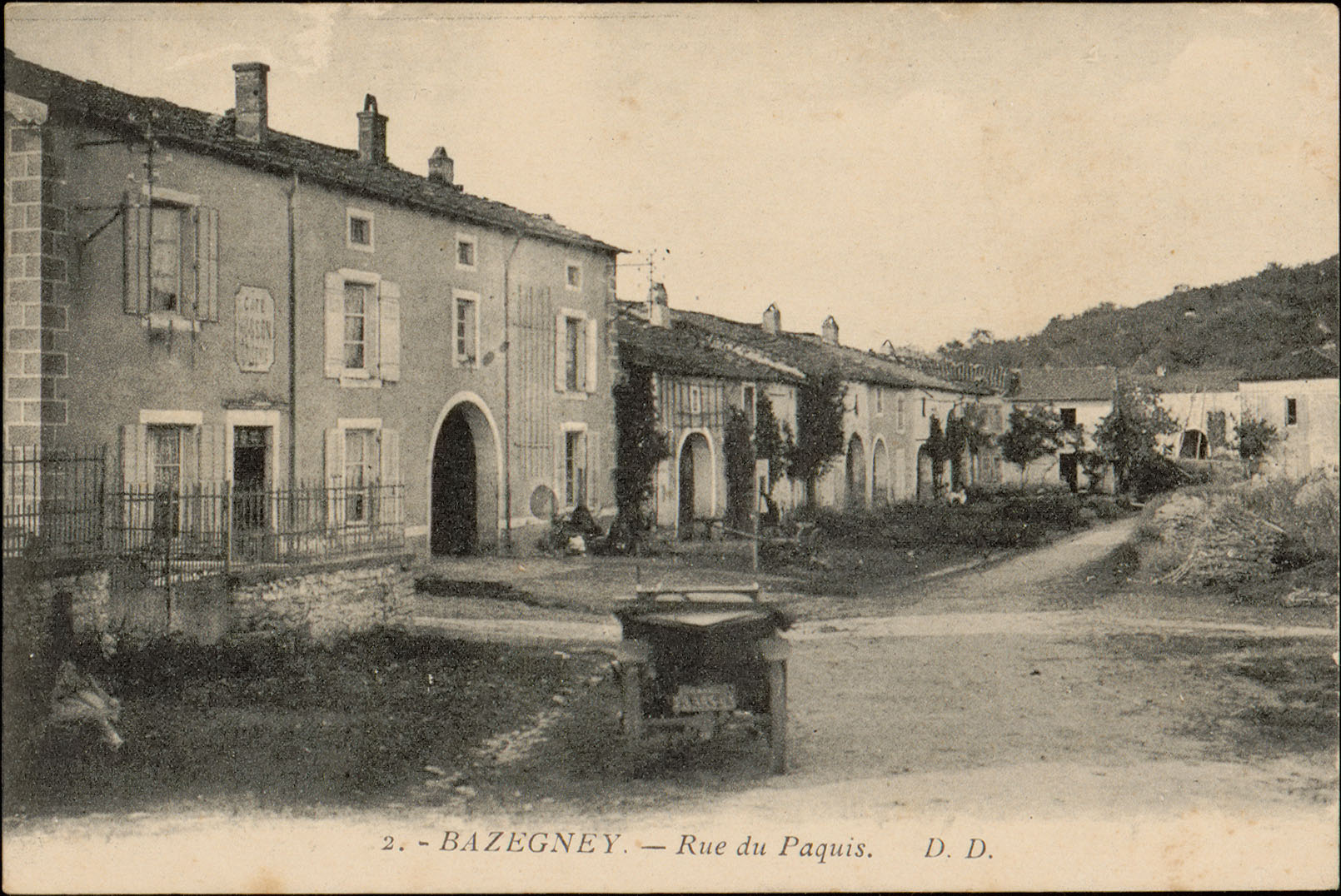
Rue du Paquis.

## Politique et administration

### Découpage territorial
Par arrêté préfectoral du 15 septembre 2023, la commune est retirée le 1er janvier 2024 de l'arrondissement d'Épinal et rattachée à l'arrondissement de Neufchâteau.

### Liste des maires
| Période                                  | Période   | Identité      | Étiquette | Qualité |
| ---------------------------------------- | --------- | ------------- | --------- | ------- |
| Les données manquantes sont à compléter. |           |               |           |         |
| avant 1981                               | ?         | Gilbert Brice |           |         |
|                                          | mars 2001 | Guy Lenoir    |           |         |
| mars 2001                                | mars 2008 | Francis Faas  |           |         |
| mars 2008                                | mars 2014 | Serge Lhôte   |           |         |
| mars 2014                                | mai 2020  | Lina Georges  |           |         |
| mai 2020                                 | En cours  | Serge Lhôte   |           |         |

### Budget et fiscalité 2022

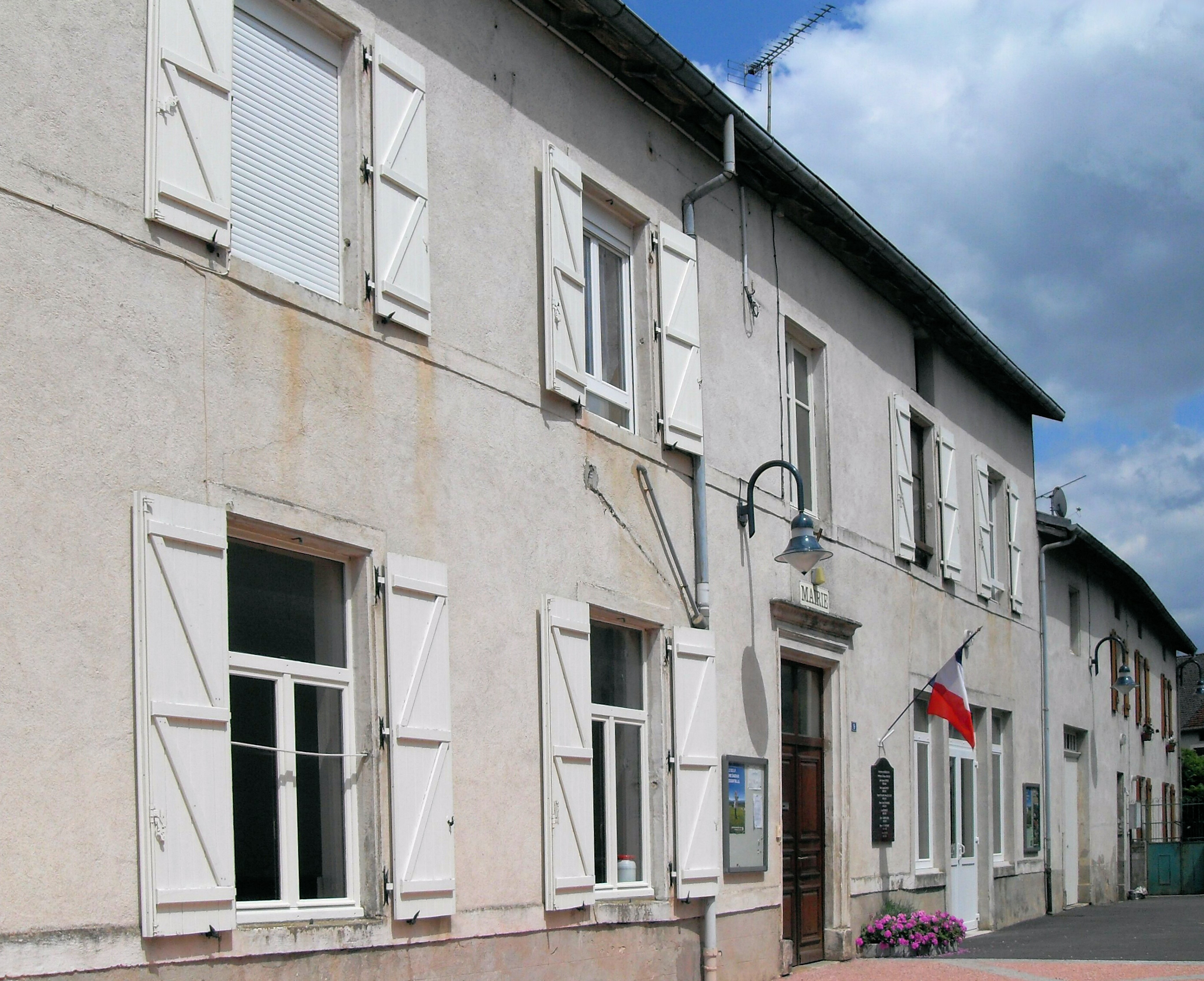
La mairie.

En 2022, le budget de la commune était constitué ainsi :
- total des produits de fonctionnement : 149 000 €, soit 1 271 € par habitant ;
- total des charges de fonctionnement : 80 000 €, soit 688 € par habitant ;
- total des ressources d'investissement : 15 000 €, soit 129 € par habitant ;
- total des emplois d'investissement : 15 000 €, soit 132 € par habitant ;
- endettement : 121 000 €, soit 1 033 € par habitant.

Avec les taux de fiscalité suivants :
- taxe d'habitation : 19,68 % ;
- taxe foncière sur les propriétés bâties : 35,49 % ;
- taxe foncière sur les propriétés non bâties : 16,61 % ;
- taxe additionnelle à la taxe foncière sur les propriétés non bâties : 0,00 % ;
- cotisation foncière des entreprises : 0,00 %.

Chiffres clés Revenus et pauvreté des ménages en 2021 : médiane en 2021 du revenu disponible, par unité de consommation : 23 930 €.

## Population et société

### Démographie

#### Évolution démographique
L'évolution du nombre d'habitants est connue à travers les recensements de la population effectués dans la commune depuis 1793. Pour les communes de moins de 10 000 habitants, une enquête de recensement portant sur toute la population est réalisée tous les cinq ans, les populations de référence des années intermédiaires étant quant à elles estimées par interpolation ou extrapolation. Pour la commune, le premier recensement exhaustif entrant dans le cadre du nouveau dispositif a été réalisé en 2005.

En 2022, la commune comptait 98 habitants, en évolution de −13,27 % par rapport à 2016 (Vosges : −2,96 %, France hors Mayotte : +2,11 %).
| 1793 | 1800 | 1806 | 1821 | 1831 | 1836 | 1841 | 1846 | 1856 |
| ---- | ---- | ---- | ---- | ---- | ---- | ---- | ---- | ---- |
| 288  | 270  | 283  | 212  | 313  | 332  | 369  | 359  | 333  |

| 1861 | 1866 | 1876 | 1881 | 1886 | 1891 | 1896 | 1901 | 1906 |
| ---- | ---- | ---- | ---- | ---- | ---- | ---- | ---- | ---- |
| 326  | 336  | 302  | 288  | 295  | 298  | 262  | 236  | 249  |

| 1911 | 1921 | 1926 | 1931 | 1936 | 1946 | 1954 | 1962 | 1968 |
| ---- | ---- | ---- | ---- | ---- | ---- | ---- | ---- | ---- |
| 197  | 172  | 162  | 156  | 140  | 130  | 120  | 105  | 102  |

| 1975 | 1982 | 1990 | 1999 | 2005 | 2006 | 2010 | 2015 | 2020 |
| ---- | ---- | ---- | ---- | ---- | ---- | ---- | ---- | ---- |
| 78   | 69   | 76   | 81   | 88   | 84   | 109  | 113  | 107  |

| 2022 | - | - | - | - | - | - | - | - |
| ---- | - | - | - | - | - | - | - | - |
| 98   | - | - | - | - | - | - | - | - |

### Enseignement
Établissements d'enseignements :
- Écoles maternelles et primaires à Dompaire, Madegney, Damas-et-Bettegney, Hymont, Mattaincourt, Madonne-et-Lamerey, Hymont.
- Collèges à Dompaire, Mirecourt, Charmes, Thaon-les-Vosges, Châtel-sur-Moselle.
- Lycées à Mirecourt, Harol, Thaon-les-Vosges, Épinal.

### Santé
Professionnels et établissements de santé :
- Médecins à Dompaire, Damas-et-Bettegney, Mattaincourt, Mirecourt, Vincey, Darnieulles, Nomexy, Charmes.
- Pharmacies à Dompaire, Mattaincourt, Mirecourt, Vincey, Nomexy, Charmes.
- Hôpitaux à Mattaincourt, Mirecourt, Ville-sur-Illon.

### Cultes
- Culte catholique, Paroisse La Croix de Virine[25], Diocèse de Saint-Dié.

### Manifestations culturelles et festivités
- Chaque année, en mai, une brocante était organisée à l'occasion de la manifestation « le Bu en mai » à l'initiative de l'association : « les Amis du bu ».
- Fête patronale le 4e dimanche de septembre. L'église du village est placée sous la protection de saint Pierre Fourier.

## Économie

### Entreprises et commerces

#### Agriculture
Les principales activités de la commune sont l'élevage, la culture céréalière, la culture d'arbres fruitiers.
- Culture de céréales (à l'exception du riz), de légumineuses et de graines oléagineuses .
- Élevage d'autres bovins et de buffles.

#### Tourisme
- Hébergements et restauration à Mirecourt, Rugney, Vincey, Sanchey, Rouvres-en-Xaintois, Épinal, Dombasle-devant-Darney.

#### Commerces
- Commerces et services de proximité.

## Culture locale et patrimoine

### Lieux et monuments

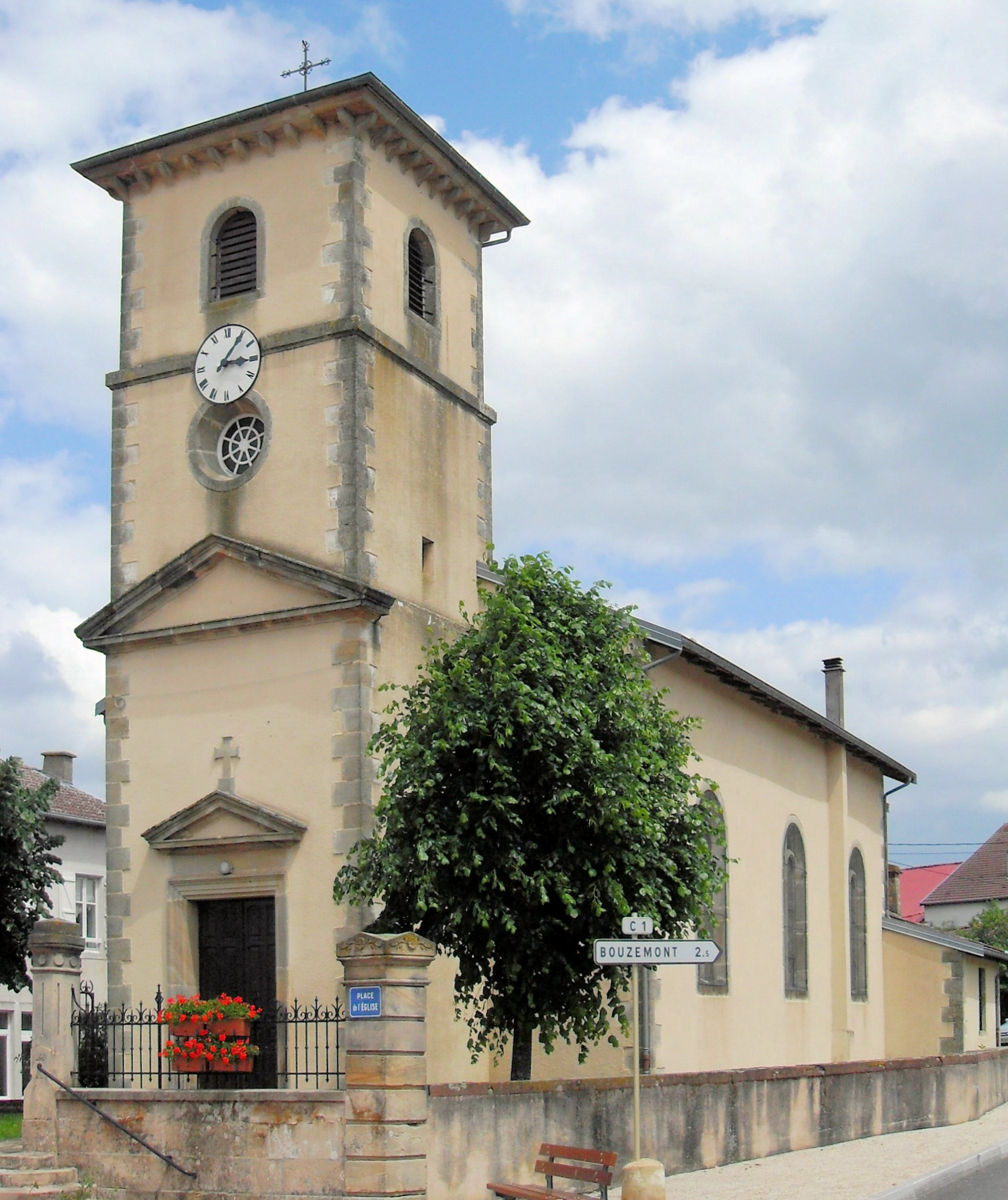
Église Saint-Pierre-Fourier.
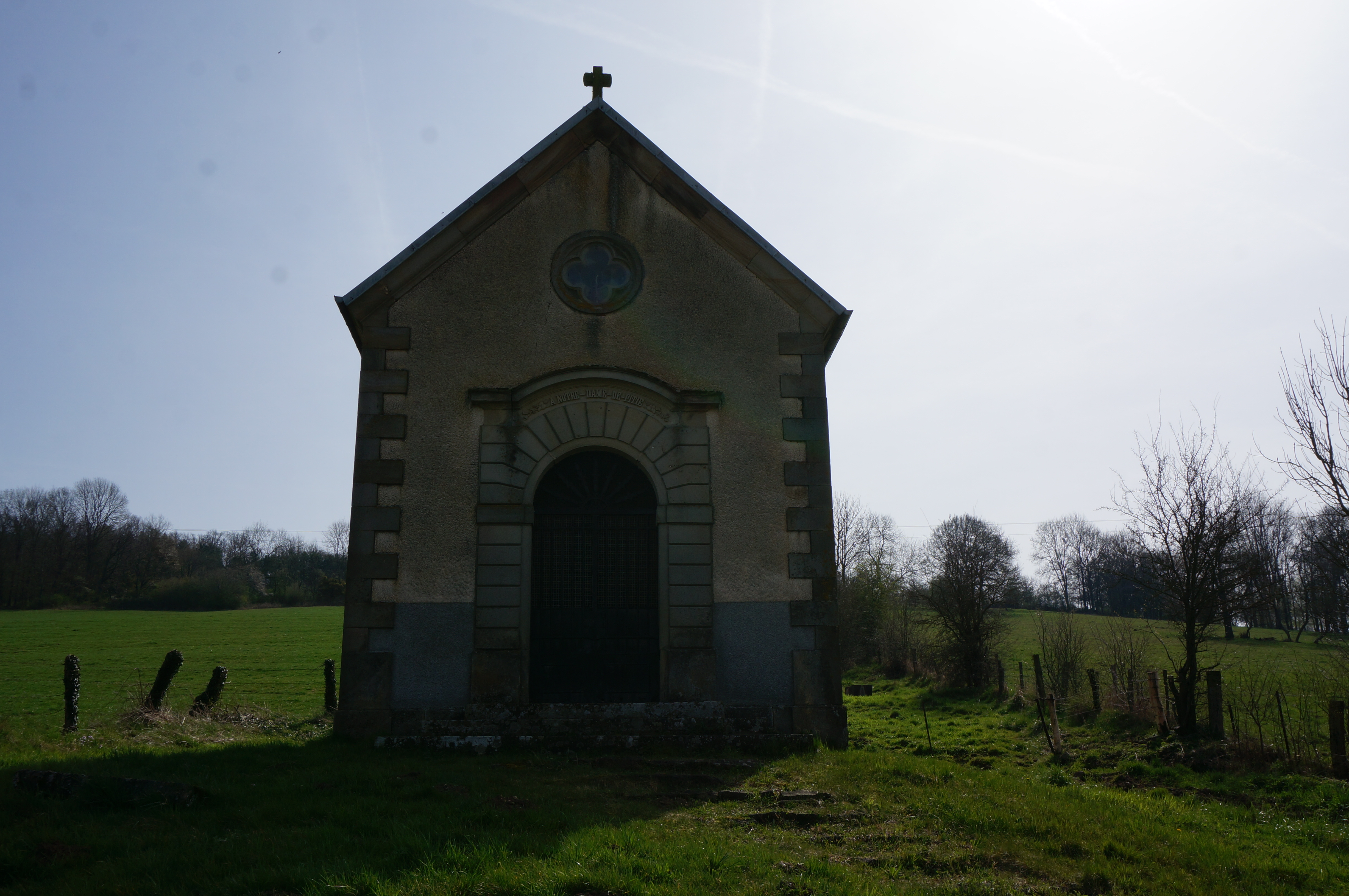
Chapelle de Notre-Dame de Pitié.
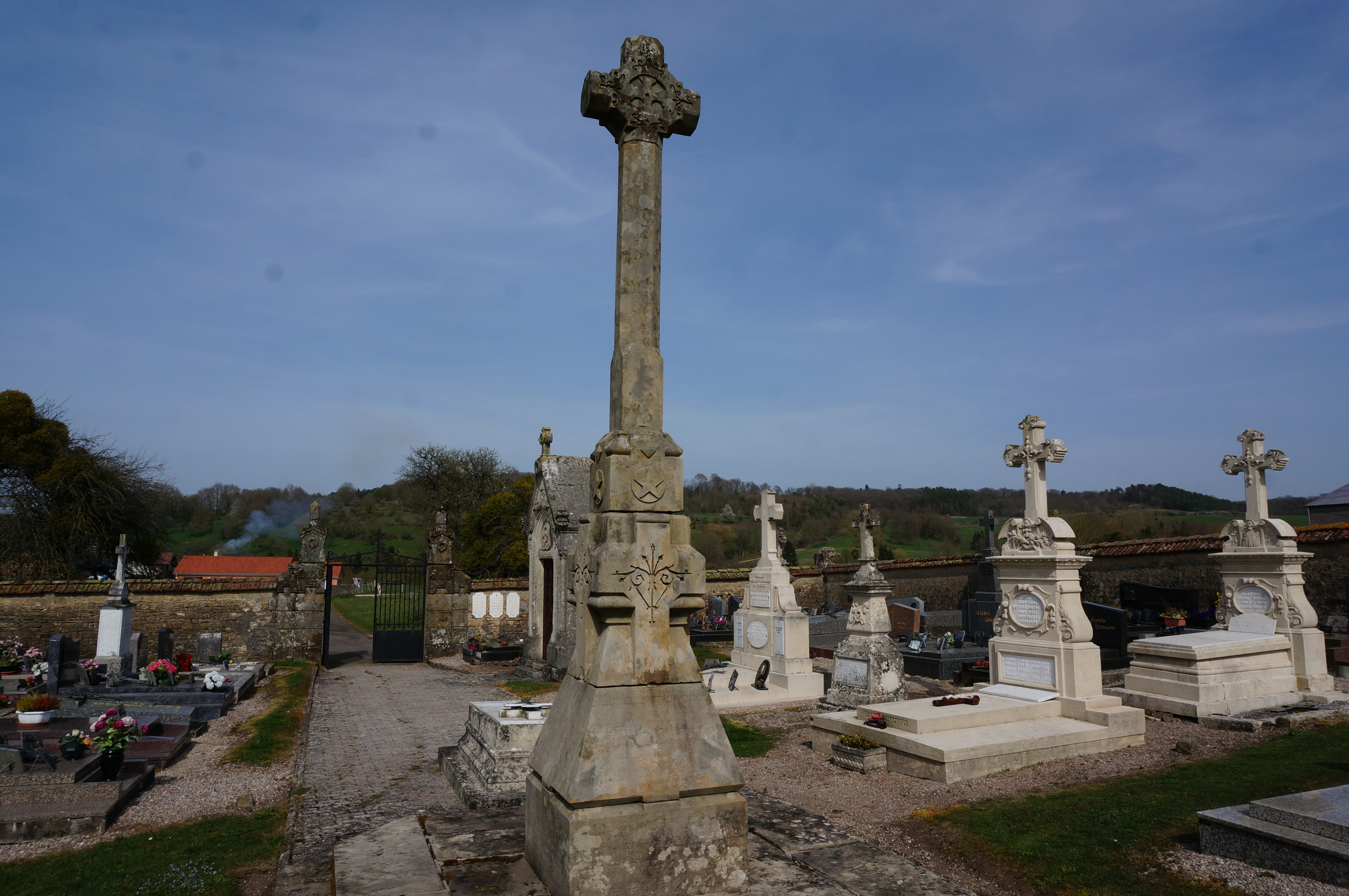
Vue du cimetière[26].
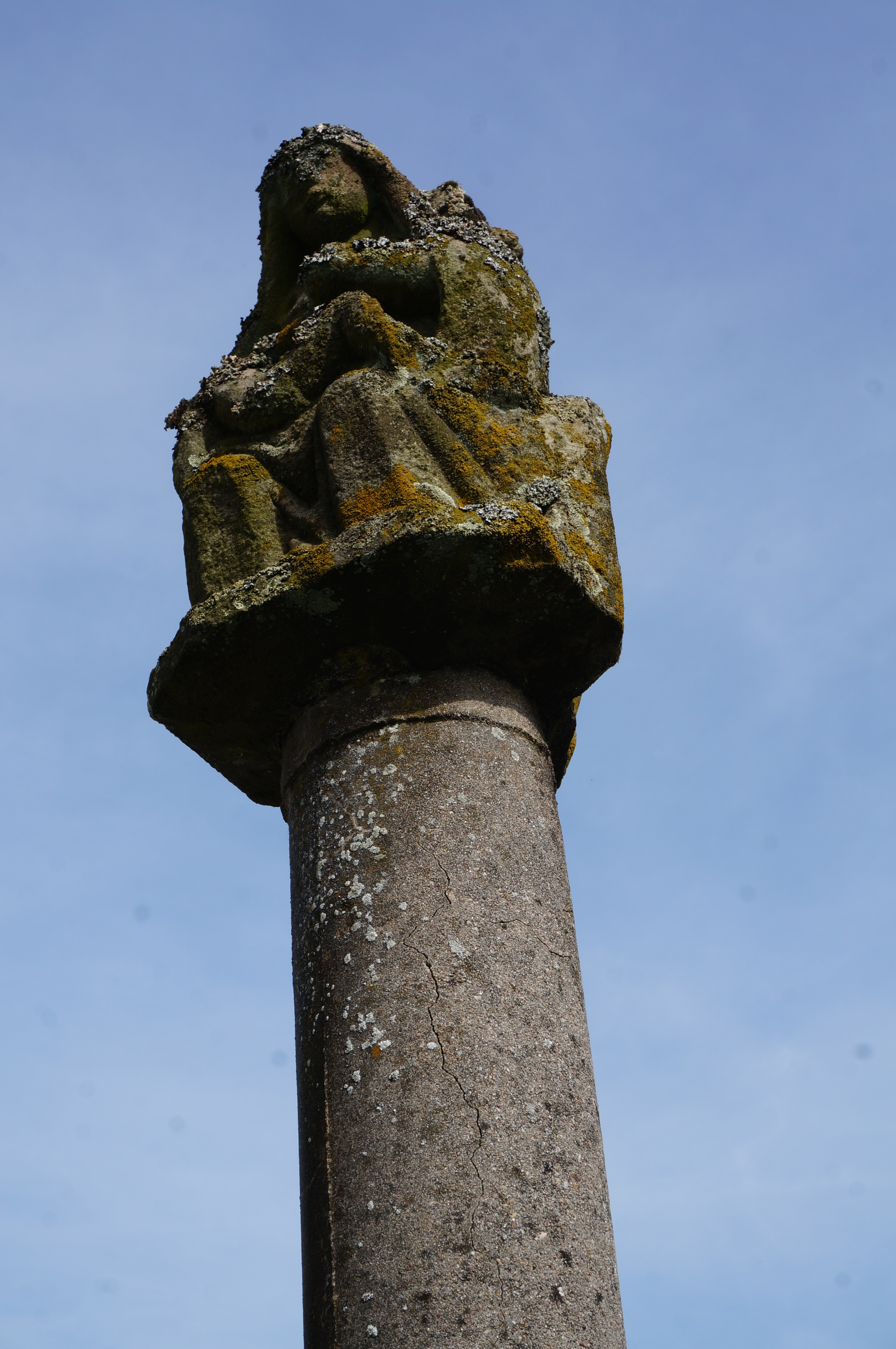
Calvaire sur l'arrière de l'église.

- L'église Saint-Pierre-Fourier[27]. Saint Pierre Fourier est le titulaire de deux églises paroissiales : Bazegney et Chantraine. Il est aussi le patron du Grand Séminaire de Saint-Dié[28].
- Chapelle de Notre-Dame de Pitié de Gribauménil[29].
- Plaques commémoratives[30],[31].
- Patrimoine rural recensé par le service régional de l'Inventaire général du patrimoine culturel[32],[33],[34].
- La Grande Fontaine[35].
- Calvaire.

### Personnalités liées à la commune
- Dominique Resch, né en 1961, fils du dernier instituteur du village et auteur d'un roman situé ans les années 1960 à Bazegney "Les Poules", et de "Pédiluve et bénitier", "Le pouce d'un autre" (Éditions Transbordeurs) ainsi que d'autres livres notamment publiés aux éditions Autrement - Flammarion ( https://www.autrement.com/Auteurs/resch-dominique ) "Mots de tête", "C'est qui Catherine Deneuve ?", Mes élèves sont formidables", "La tactique de la craie", "Nos enfants sont des poètes", "Le monde entier dans ma classe", puis aux Editions Vuibert - Albin Michel : "Le plus beau métier du monde" (B.D.)
- Julie-Victoire Daubié a séjourné à Bazegney pour étudier auprès de son frère Florentin Daubié, curé de Bazegney. Elle fut la première femme 'bachelier' de France ;
- Alfred Montémont, ancien capitaine à la brigade de sapeurs-pompiers de Paris[36].

## Pour approfondir